# Castaway Paradise
Castaway Paradise is een levenssimulatiespel ontwikkeld door de Nederlandse computerspelontwikkelaar Stolen Couch Games. Het spel, sterk geïnspireerd door titels als Animal Crossing en Harvest Moon, stelt spelers in staat om een leven op te bouwen op een tropisch eiland bevolkt door antropomorfe dieren. Het spel omvat het verkennen en aanpassen van het eiland, het voltooien van opdrachten van de eilandbewoners, het vangen van vissen en insecten, het verbouwen van gewassen, en het decoreren van een eigen huis.
Castaway Paradise werd oorspronkelijk in 2014 uitgebracht als een free-to-play titel voor iOS en Facebook, en is later ook verschenen voor andere platformen zoals Android, Mac, pc via Steam, PlayStation 4, Xbox One en Nintendo Switch. De free-to-play versie van spel bevatte in-app-aankopen en optionele abonnementen. Het spel heeft bij uitgave gemengde recensies ontvangen.

## Spelverloop
Na een storm komt de speler aan op een tropisch eiland en krijgt de opdracht om er een ideale vakantiebestemming en droomhuis van te maken. Het spel is singleplayer, waarin de speler door opdrachten van eilandbewoners activiteiten uitvoert. Daarnaast is het inrichten en decoreren van zowel het huis als het eiland een belangrijk aspect. Vooruitgang wordt behaald door XP en geld te verdienen via opdrachten, waarmee nieuwe decoraties, meubels en kleding worden aangeschaft en nieuwe eilandgebieden worden ontgrendeld. Evenementen en seizoensveranderingen zorgen voor extra variatie in de spelervaring.

## Ontwikkeling en uitgave
De ontwikkeling van het spel begon in 2012 met het idee om een levenssimulatie in de stijl van Animal Crossing naar mobiele platforms zoals iOS en Android te brengen. Het team van Stolen Couch Games bestond uit vijf medewerkers, met Eric Diepeveen als CEO en gamedesigner en Selma Oors als 2D-artiest en medeoprichter. De ervaring met hun vorige spel, Kids vs. Goblins, met name de lange ontwikkeling en slechte verkoopcijfers ondanks goede recensies, leidde er toe dat Stolen Couch Games een andere strategie ging volgen met Castaway Paradise.
Castaway Paradise fungeerde als testcase voor een eigen free-to-play framework. Het spel werd ontwikkeld met de Unity-engine. Het ontwerp van Castaway Paradise werd vooral beïnvloed door de Animal Crossing-serie. Tevens werden elementen van Harvest Moon en The Sims geïntegreerd, zoals landbouwminigames en het inrichten van huizen. Hoewel Castaway Paradise vaak werd gezien als een imitatie van Animal Crossing, gaf Diepeveen aan dat Nintendo al op de hoogte was van de ontwikkeling van het spel en hier geen bezwaar tegen had.
Castaway Paradise werd oorspronkelijk tijdelijk exclusief uitgebracht voor iOS op 9 oktober 2014, gevolgd door releases voor Android, Mac en pc in 2015. Voor de lancering op iOS ontving Stolen Couch Games een investering van €250.000 van investeerders. Deze release werd uitgelicht in de App Store. Voor de wereldwijde release vond een soft launch plaats in landen zoals Canada, Australië en Vietnam, waar de verzamelde data aangaven dat meer dan de helft van de omzet uit betaalde abonnementen kwam. Stolen Couch Games hanteerde een "Games as a Service"-model voor Castaway Paradise, waarbij het na de lancering continu werd voorzien van updates en nieuwe content. In de anderhalf jaar na de iOS-release werden meer dan veertig updates en 1500 items toegevoegd. Hoewel de leden van Stolen Couch Games in 2017 hun eigen wegen insloegen, bleef het spel ondersteund met nieuwe content.

### Pc- en consoleversies
De pc-versie werd via het Early Access-programma op Steam aangeboden. In tegenstelling tot de mobiele versie had de Steam-versie geen microtransacties. Feedback van Early Access-spelers leidde tot het verwijderen van bepaalde mechanismen en het toevoegen van nieuwe functies, waaronder keyboard controls, verbeterde graphics en nieuwe thematische content.
Het porteren naar consoles (PlayStation 4 en Xbox One) werd verzorgd door de Nederlandse studio Codeglue, die aanpassingen maakte voor controllerondersteuning. De consoleversies voor PlayStation 4 en Xbox One werden op 31 juli 2018 uitgebracht en verkocht tegen een eenmalige prijs. In 2021 werd de game ook uitgebracht voor de Nintendo Switch, uitgegeven door Rokaplay.

## Ontvangst
Castaway Paradise kreeg gemengde tot negatieve recensies. Positieve punten waren de ontspannende gameplay, uitgebreide aanpassingsmogelijkheden en de kleurrijke visuele stijl.
De kritiek richtte zich vooral op de uitwerking van het Games as a Service-model en repetitieve en oppervlakkige gameplay. De mobiele versie werd bekritiseerd vanwege de aanwezigheid van in-app-aankopen en timers, die volgens recensenten niet aansloten bij de opzet van een spel in de stijl van Animal Crossing. De consoleversies kregen kritiek op de besturing, evenals op de wachttijden die als storend werden ervaren. Daarnaast werd het spel vaak gezien als een minder verfijnde imitatie van Animal Crossing, waarin charme en diepgang ontbraken.